# 德摩斯梯尼 (将军)

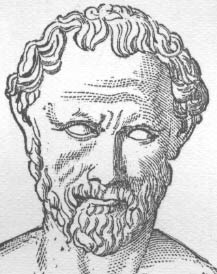
德摩斯梯尼

德摩斯梯尼，(？—前413年)，又译德谟斯提尼，阿尔西提尼之子，古希腊军事家，伯罗奔尼撒战争时期雅典的将军。

## 生平

### 在挨托利亚的战事
前426年，德摩斯梯尼受雅典人派遣，率领三十条舰船环绕伯罗奔尼撒半岛航行，并在期间消灭了厄罗门那斯(Ellomenus)的驻军，并在当地一些城邦的援助下进攻琉卡斯。琉卡斯人闭城不出，德摩斯梯尼并未接受联军中阿开那尼亚人的建议封锁琉卡斯，而是接受了麦西尼亚人的建议，转而进攻挨托利亚地区，因此阿开尼亚人并未派军同往。
头几日德摩斯梯尼连下数城，但挨托利亚人已提前获悉雅典军队将要入侵的消息，因而已经开始集结军队了。由于轻敌，德摩斯梯尼未等到援兵——主要是他的军队缺少的轻装标枪射手——到达便继续进攻伊基提昂(Aegitium)，适逢挨托利亚主力军队到达该地进攻雅典军队以及其联军，以轻装投射部队和游击战术击溃了雅典联军的重装步兵。雅典联军在熟悉当地地形的麦西尼亚人向导战死的情况下迷失了道路，主力军误入了森林，而遭到挨托利亚人放火烧山，只有少数士兵逃回了原先驻扎的市镇。幸存者最后坐船回到雅典，而德摩斯梯尼因自觉无颜面对雅典人，留在了诺帕克都。

### 奥尔匹之战
前426年雅典联军进攻挨托利亚前，挨托利亚人派代表向斯巴达与科林斯请求的援军在同年的秋天到达德尔斐，由斯巴达将军攸利洛卡斯(Εὐρύλοχος, )率领，三千名重装步兵组成，准备谋取兵力薄弱的诺帕克都。仍然滞留在诺帕克都的德摩斯梯尼得知该消息，因而从阿开尼亚人处借得一千名重装步兵回援诺帕克都，致使伯罗奔尼撒联军放弃攻城而撤退。
同年冬季，按照伯罗奔尼撒联军与阿开尼亚的敌对国安布累喜阿的协定，安布累喜阿派出三千名重装步兵进攻雅典的盟国亚哥斯（注：这座城市并不是另一座希腊的同名城市亚哥斯），占领了亚哥斯城附近的奥尔匹。阿开尼亚人则派出一部分军队援助亚哥斯，另一部分军队驻扎于伯罗奔尼撒联军与安布累喜阿军队之间的克勒尼以防止两军会师，同时邀请德摩斯梯尼前来指挥。尽管安布累喜阿军队因担心伯罗奔尼撒人无法通过阿开尼亚的防线而遣使回城请求更多的军队前来支援，伯罗奔尼撒联军最终还是在当天的黄昏后绕过了阿开尼亚人的侦查顺利与安布累喜阿军队于奥尔匹会合，驻扎了下来。第二天早晨德摩斯梯尼带着二百名重装步兵、六十名弓箭手以及二十艘战船抵达亚哥斯与城内守军合流，被推举为同盟军总司令，带领全军与伯罗奔尼撒联军隔开一条山谷驻营。
两军相持了五天后才出营对阵，在伯罗奔尼撒联军人数占优的情况下，德摩斯梯尼于战前在灌木间设下四百名伏兵，以防止侧翼被敌军包围。开战时，伯罗奔尼撒联军的左翼由攸利洛卡斯及其麾下的斯巴达精锐组成，很快压倒了与之相对的由德摩斯梯尼、麦西尼亚重步兵以及少量雅典弓箭手组成的雅典联军右翼并将其包围。这时四百名阿开尼亚伏兵从攸利洛卡斯部队的后方出击，致使伯罗奔尼撒联军左翼完全溃败，攸利洛卡斯战死，其余部分也开始军心动摇。尽管伯罗奔尼撒联军右翼的安布累喜阿人击溃了雅典联军左翼并追逐至亚哥斯城，等他们回到主战场后发现主力已经战败，并且遭到阿开尼亚人的迎头痛击。突围时因为秩序混乱，导致只有一小部分安布累喜阿人成功退回奥尔匹。
此战后，伯罗奔尼撒联军方面由门尼达里阿斯(Menedarius)接任指挥官。他与德摩斯梯尼等人谈判，希望收回本方阵亡者的尸体，并且与雅典联军方面缔结和平条约以便伯罗奔尼撒联军安全撤退。德摩斯梯尼答应了前者，但是当着全部兵士公开拒绝了后者。但实际上他与同僚已经私下商定好并且告知门尼达里阿斯，届时会允许伯罗奔尼撒方面的指挥官和门丁尼亚籍兵士(Μαντίνεια, Mantineia)撤走，但不包括安布累喜阿人——如此这般，一来可以削弱安布累喜阿人的势力，二来也可以离间安布累喜阿人对伯罗奔尼撒人的信任。
在伯罗奔尼撒联军方面埋葬死者时，秘密协定中包括的门丁尼亚人以及伯罗奔尼撒的指挥官开始找借口离开他们在奥尔匹的军营，三三两两地逃跑。安布累喜阿人见状也开始追赶他们，试图一起逃跑。阿开尼亚人接到命令阻止安布累喜阿人，但因为混乱中不易辨别安布累喜阿人和其他人，因此整个过程中约有两百人被杀。

### 爱多美尼之战
在伯罗奔尼撒联军方面尚在埋葬阵亡者尸体时，雅典联军方面获悉安布累喜阿人在奥尔匹之战前向母城请求的援军已经开拔并准备与在奥尔匹的驻军汇合，然而他们却并不知道伯罗奔尼撒联军已经战败求和的消息。德摩斯梯尼派遣一部分军队在这支援军行进的道路上设置障碍，并准备率领其余人马截击他们。
当日下午，安布累喜阿的援军到达爱多美尼，驻扎在当地两座山中那座较小的山上，而雅典联军的先遣军在早些时候已经到达并占领了另一座较高的山峰，未被发现。傍晚后，德摩斯梯尼带领其余的军队出发，他本人带领一半人马向两山之中的峡谷进军，另一半人马在他们中熟悉本地地形的安非罗基亚人的带领下散布在爱多美尼周围山区的道路上。黎明前，德摩斯梯尼趁着漆黑的天色奇袭了安布累喜阿人的军营，当时多数安布累喜阿人还在睡梦中，而他们的哨兵也未能及时发出警报，因为德摩斯梯尼特意安排麦西尼亚人在雅典联军前哨用本地方言和敌方哨兵对话，致使他们以为来者是自己人。结果毫无防备的安布累喜阿军队立刻被击溃，四散逃跑。一些人逃入周围的山区，被埋伏在那里的雅典联军杀死或者俘虏；另一些人跳入海中，向已经等候在那里的雅典舰队投降。只有少数人逃回了安布累喜阿城。
战后，阿开尼亚人负责瓜分战利品，给予了雅典人其中的三分之一。其中有三百副甲胄是阿开尼亚人特别赠送给德摩斯梯尼的，在修昔底德的时代仍然被陈列在亚狄迦的神庙中。

### 派娄斯之战

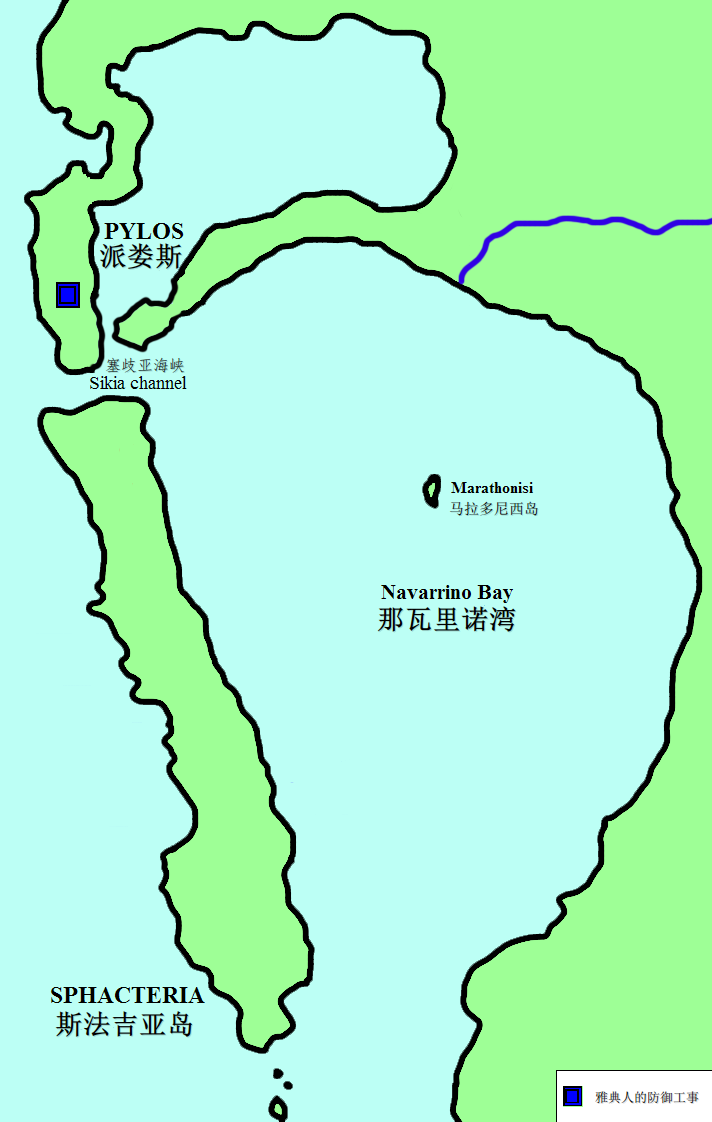
派娄斯及周边地形

前425年春季，由于雅典的盟国科西拉在不久前发生的党争与政变，因此雅典人派遣了四十条战船前往科西拉戡乱，尔后再前往西西里驻防雅典人在那里的殖民地，由攸利密顿与索福克利率领。德摩斯梯尼个人要求随行，得到了雅典当局的同意，并被给予一定的指挥权。当雅典的舰队到达斯巴达西北四十五英里的派娄斯时，德摩斯梯尼考虑到该地丰富的木石资源和险要的地理位置，要求在此处停泊一段时间，修筑防御工事以对斯巴达人与伯罗奔尼撒联盟形成威胁和牵制。尽管另外两位指挥官反对，但是因为遭遇风暴，舰队只能选择在派娄斯作暂时的停靠。尽管最初德摩斯梯尼的计划亦没有得到一般士兵的响应，但是在风暴持续期间士兵们在派娄斯无所事事，最终听从了德摩斯梯尼的安排，花了六天，用有限的工具在派娄斯的天然的险要地形上修建了工事。风暴结束后舰队留给德摩斯梯尼五艘战船和少量兵士用于防守该地，其余的继续奔赴科西拉和西西里。
最初斯巴达城的守军并未对雅典人在派娄斯的活动给予足够的重视。不久后正在率军攻打雅典周边亚狄迦地区的斯巴达国王阿基斯与伯罗奔尼撒联军其他的指挥官一致认为派娄斯的陷落已经对伯罗奔尼撒半岛诸城邦形成了潜在的威胁，因此即刻班师，回到斯巴达集合援军，整顿军备，开往派娄斯。包括赶在雅典舰队之前到达科西拉的六十艘战船也接到进攻派娄斯的命令，他们绕开了适时离开了派娄斯不久北上科西拉的雅典舰队，前往派娄斯与陆军会合。伯罗奔尼撒的舰队还在路上时，德摩斯梯尼已经预料到了阿基斯的计划，秘密派遣两艘战船追赶正在北上的雅典舰队，请求他们折返援救派娄斯。而伯罗奔尼撒方面也预料到德摩斯梯尼会通知雅典的舰队回援，又考虑到派娄斯与其南侧的斯法吉亚岛之间的塞歧亚海峡极其狭窄、该岛南端到大陆距离也并不开阔，于是计划在这两段海面上用一系列的船舶封堵住，并在斯法吉亚岛上布置重装步兵防御，如此一来便可阻止雅典人的援军通过海面或者陆地进入派娄斯和斯法吉亚岛东侧的那瓦里诺湾，也就无法援助德摩斯梯尼在派娄斯的基地了——因为派娄斯面向公海的西侧可供舰船登陆的海岸很少。
德摩斯梯尼估计敌军会从水陆两方面同时向派娄斯进攻。他首先将剩下的三条战船藏在要塞下并用木栅栏遮掩住；随后，他将大部分军队安排在派娄斯面向大陆的东侧、要塞建筑得最为坚固的地方，再将军队中最为精锐的六十名重装步兵与少数弓箭手安排在防御工事外的面向公海的西侧：尽管该处陡峭崎岖，不易攀爬，却是整个防御工事最薄弱的所在，也因此是敌军最有可能会选择突破的地点。作战前，他对军队作了一番演讲，其中他提到：
他们（伯罗奔尼撒人）人数虽多，不论怎么的多，但是他们只能分批作战，因为敌人不能把所有的船舰都靠拢海岸边。我们不是在相等的条件下和人数超过我们的敌人在陆地上作战。翻转过来说，他们是在船舰上作战；海上的战斗必须由许多条件——例如，顺风，船舰运动的空间，等等——有利地配合起来，才能发生效力的。
雅典人准备迎战时，伯罗奔尼撒联军在海军大将色雷西密里达(Therasymelidas)的率领下开始进攻，其中包括四十三艘战船，而他集中进攻的地点正是德摩斯梯尼所预料到的西侧。因为作战空间逼仄，伯罗奔尼撒人只能分批登陆，不过士气旺盛。其中一艘战舰的指挥布拉西达斯的表现最为英勇，他用言语和行动鼓舞着战友前进，自己却在登陆时身受重伤，在船舷上晕死过去。尽管如此，雅典人在防守时也毫不示弱，再加上地势险峻，伯罗奔尼撒人进攻了两天仍然没有突破防线，被迫另寻他法。他们派遣一部分战船到附近收集木材，准备制作攻城器械，从派娄斯的东侧进攻。就在此时，由五十四艘战舰组成的雅典的舰队赶到了。他们在派娄斯西边不远的小岛上过了一晚后准备在公海上与伯罗奔尼撒联军作战，但敌方海军并无此意，也没有执行早先封堵海湾入口的计划，而是准备和雅典的海军在那瓦里诺湾内战斗。于是，雅典的舰队通过两个入口驶入海湾，战斗很快爆发了，而雅典人也很快占据上风。斯巴达的战船开始往大陆方向逃逸，雅典海军乘胜追击，俘虏了很多敌方的战船。此刻在斯法吉亚岛上的斯巴达人大为恐慌，担心海军溃散后他们会滞留在岛上，因此跳入海中，与雅典的海军抢夺被俘的战舰。双方都各有伤亡，但斯巴达人还是夺回了一部分战船，回到斯法吉亚岛上的军营修整，其余的伯罗奔尼撒联军则集中在大陆上静观其变。雅典人开始环绕斯法吉亚岛航行，严密监视岛上与外界联系断绝的斯巴达人。
斯巴达人知道了他们军队在派娄斯的失利后，当即派出官员与前线的雅典将军订立了临时和平协定，由雅典方面保证俘虏伙食的供应，而伯罗奔尼撒方面则将六十艘战船交付雅典人作为协定的抵押。而斯巴达代表则前往雅典城与雅典当局直接磋商。斯巴达人在雅典破天荒地提出了停止整个战争的提议，并且要求全数释放斯巴达的战俘，但在雅典的著名政客克里昂(Κλέων, )的阻挠下并未得到雅典方面的应允，谈判于是破裂，而临时和平协定也终止了。伯罗奔尼撒联军要求雅典联军归还抵押的六十艘战船，但雅典人指责斯巴达人在协定期间有违约的行为，因此拒绝归还战船。双方因此又准备开始作战了。

### 斯法克特里亚之战

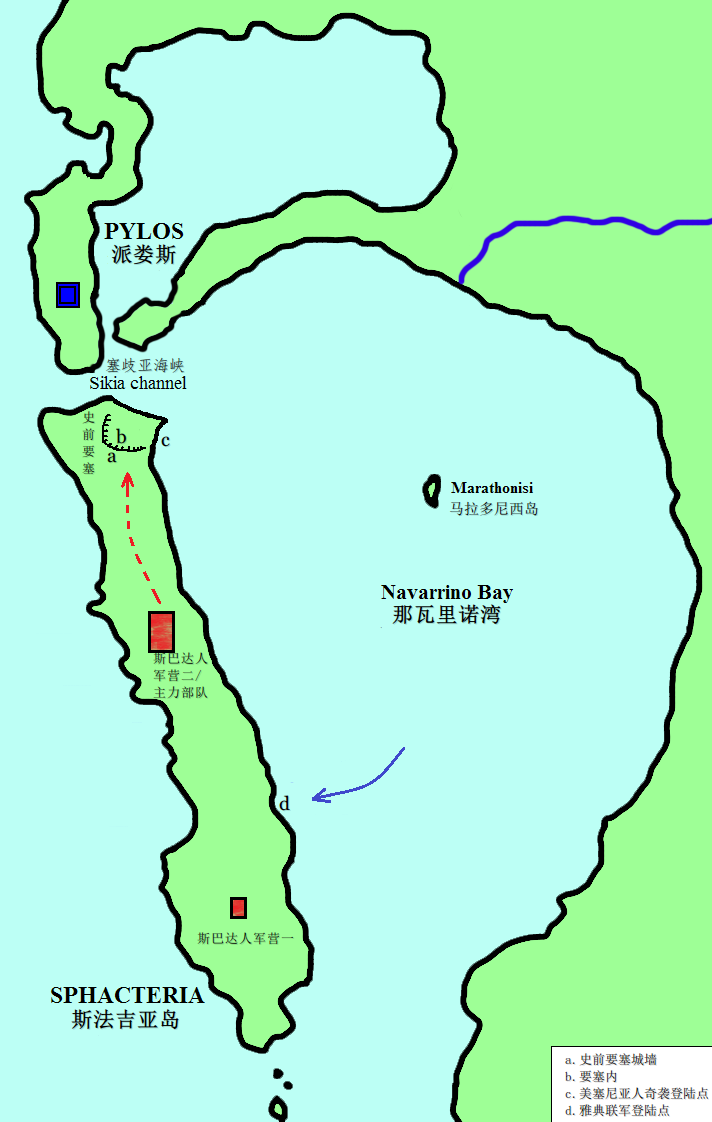
斯法吉亚之战形势图

由于斯巴达人与雅典人的谈判破裂，战斗只能继续下去。雅典人继续封锁斯法吉亚岛，但是遭遇了不小的困难：派娄斯因为缺少可供船只停泊的海岸，雅典的水手只能以舰船为单位轮番登岸吃饭休息，其余的留在甲板上；派娄斯本地的粮食也很少；被围困在斯法吉亚岛上的斯巴达重装步兵也并没有像他们期望的那样短短几天就因为缺水缺粮而投降，事实上他们以自由为奖赏召集希洛人—斯巴达以及周边的奴隶阶层——为他们偷偷运送粮食上岛，令雅典的舰队防不胜防。雅典城得知前线严峻的形势，民众们开始后悔当初拒绝了斯巴达代表和谈的提议，开始迁怒于克里昂。尽管克里昂为自己辩解，并试图归咎于他人，但是雅典人最终决定将他派往前线担任司令，并希望他能如他在演讲中声称的那样在二十天内将多数岛上的斯巴达人生擒回雅典。他向雅典当局推荐德摩斯梯尼和他共同担任指挥，因为他得到消息说德摩斯梯尼在前线早就开始筹划登岛了。
德摩斯梯尼原本对登岛较为审慎，因为敌在暗我在明。斯法吉亚岛上都是密林，藏匿其中的斯巴达人数量不明。雅典联军虽然人数众多，但是不熟悉地形，一旦遭到敌军伏击，狭小的视野容易导致大部队各单位互相照应不暇——这些是他从之前挨托利亚的惨败中得到的教训。但是某日岛上斯巴达人的炊火引发了森林大火，德摩斯梯尼以此推断出了敌军的数量，因此也渐渐有了把握，开始部署登岛的事宜。
克里昂到达前线后，两人派了传令官到伯罗奔尼撒联军在大陆上的驻军下最后通牒，对方拒绝投降。岛上的斯巴达人由南至北布置了三道防线：第一个据点在岛南端，由三十名重装步兵防守；第二个据点在岛屿中部有水源的平坦地带，由司令官厄匹塔达斯(Epitadas)以及他率领的主力部队防守；第三个据点在面向派娄斯的北端，地形陡峭，易守难攻，且有一个古时的堡垒，适合最后退守，由一小部分士兵驻守。
第二天黎明前，雅典的运输船趁着黑夜将八百名左右的重装步兵送上斯法吉亚岛。斯巴达人的第一道防线的防御者还在睡梦中，很快就被突破了。拂晓时，其余的雅典联军部队也全部上岸了，包括七十条战船上所有全副武装的水手、八百名弓箭手、八百名轻盾步兵、派娄斯的多数驻军。德摩斯梯尼亲自指挥的部队以轻步兵为主，二百人为一队，居高临下四面包围了第二道防线的斯巴达步兵。斯巴达人无论选择进攻哪一支雅典的分队，后方和两翼都会暴露在敌方投射部队的攻击中；即使是被他们追赶的雅典分队也能以较高的机动力与前来追击的斯巴达重装步兵保持安全的距离。完全陷入了被动的斯巴达人迫于形势，只能以密集队形向最后一道防线退却，坚守那座废弃已久的堡垒。堡垒周围是悬崖峭壁，雅典人无法像之前那样完全包围住斯巴达人的守军，战斗陷入了僵局。
雅典联军中一位麦西尼亚指挥官找到德摩斯梯尼，自告奋勇地表示愿意率领一些弓箭手和轻步兵，在悬崖间找一条通路到达斯巴达人防线的后方袭击他们，以此打破僵局。德摩斯梯尼准许后，如同这位指挥官所允诺的，他们在斯巴达人没有察觉到的情况下到达了堡垒的后方，猝然袭击了敌人，斯巴达人阵脚大乱，四面楚歌。这时克里昂和德摩斯梯尼号令士兵停止进攻，毕竟此战的目的在于活捉而非全歼敌军。斯巴达人也接受了雅典传令官的劝降，放下了武器。斯法吉亚之战以雅典联军的完胜而告终。